# Список федеральних канцлерів Австрії

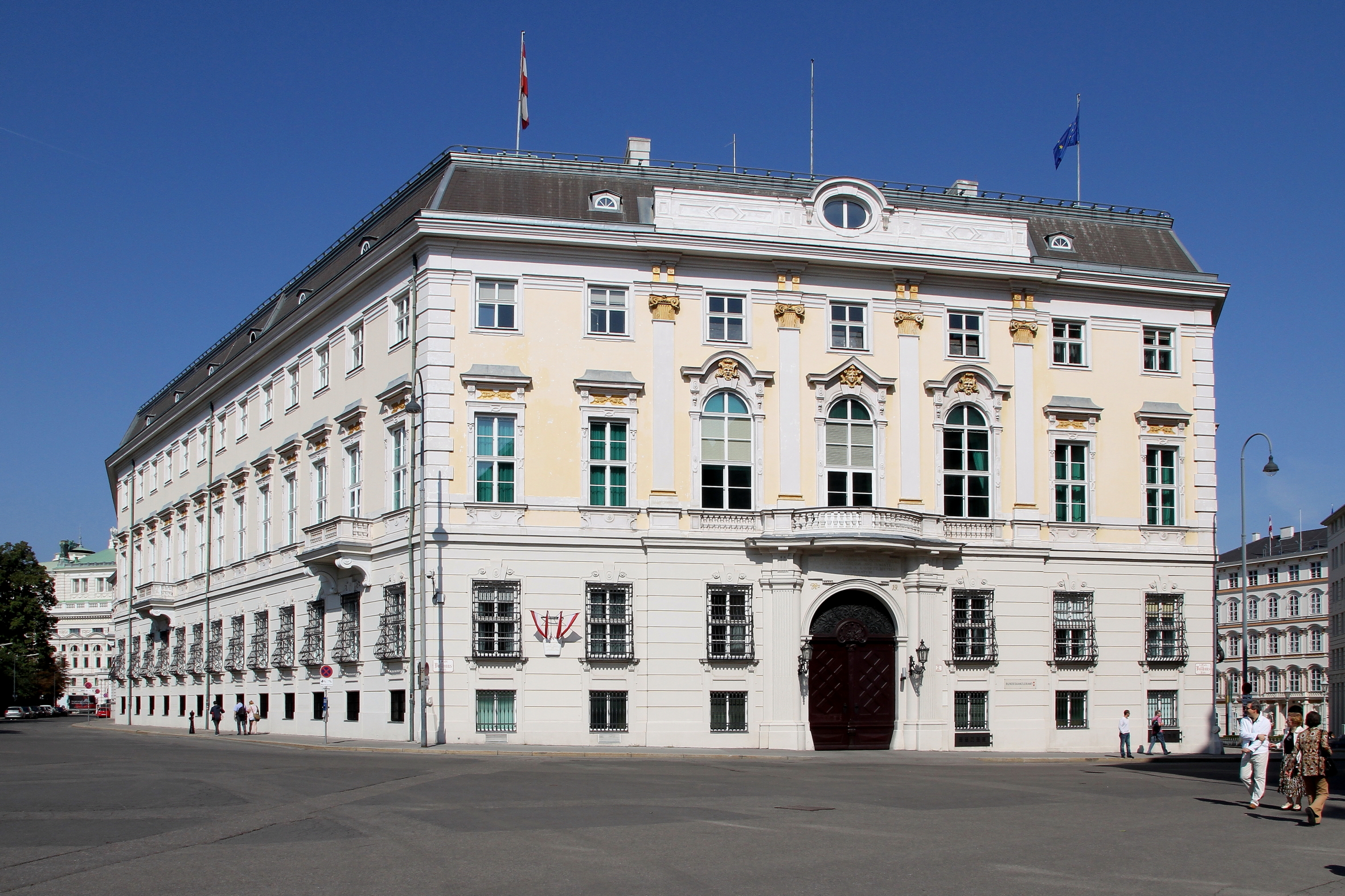
Будівля уряду Австрії у Відні

Список Федеральних канцлерів Австрії починається з першого канцлера Реннера і включає 33 канцлери. Повноваження канцлера визначено у статті 69 Федеральної конституції Австрії, визначені законами 1918/1919 і 1945 років Федеральної конституції Австрії.
Канцлер затверджується та знімається з посади: Національною радою Австрії до 1929 року, а з 1930 року — Федеральним президентом Австрії. Канцлер здійснює свої обов'язки, схожі з посадою прем'єр-міністра в інших країнах. Робота уряду контролюється австрійським парламентом та громадськістю. Очолюючи правлячу партію, канцлер є одним із найавторитетніших політиків у країні. Також він керує роботою будівлі уряду Австрії.
Карл Реннер був першим канцлером у Першій та Другій Австрійській республіці.

## Список канцлерів
| Федеральні канцлери Першої Республіки (1918—1938) |                                   |                   |                   |                   |                      |      |                                                                               | | |
| # | Канцлер (Дати життя)              | Портрет           | Обіймав посаду    | Обіймав посаду    | Партія               | Уряд | Уряд                                                                          | Уряд | Віцеканцлер (Партія) |
| # | Канцлер (Дати життя)              | Портрет           | Обіймав посаду    | Обіймав посаду    | Партія               | #    | Коаліція                                                                      | Коаліція | Віцеканцлер (Партія) |
| 1 | Карл Реннер (1870—1950)           |                   | 12 листопада 1918 | 7 липня 1920      | SDAPÖ                | I    | SDAPÖ — CS — GDVP                                                             | SDAPÖ — CS — GDVP | Джодок Фінк (CS) |
| 2 | Міхаель Майр (1864—1922)          |                   | 7 липня 1920      | 21 червня 1921    | CS                   | I    | CS — SDAPÖ                                                                    | CS — SDAPÖ | Фердінанд Хануш (SDAPÖ) (до 22 жовтня 1920) Едуард Хейнл(CS) (22 жовтня — 22 листопада 1920) Вальтер Брайскі (CS) (з 22 листопада 1920)     |
| 3 | Йоганн Шобер (1874—1932)          |                   | 21 червня 1921    | 26 січня 1922     | державний службовець | I    | CS — GDVP                                                                     | CS — GDVP | Вальтер Брайскі (CS) |
| 4 | Вальтер Брайскі (1871—1944)       |                   | 26 січня 1922     | 27 січня 1922     | CS                   | I    | CS                                                                            | CS | — |
| 5 | Йоганн Шобер (1874—1932)          |                   | 27 січня 1922     | 31 травня 1922    | державний службовець | II   | CS — GDVP                                                                     | CS — GDVP | Вальтер Брайскі (CS) |
| 6 | Ігнац Зайпель (1876—1932)         |                   | 31 травня 1922    | 20 листопада 1924 | CS                   | I    | CS — GDVP                                                                     | CS — GDVP | Леопольд Вебер (GDVP) |
| 7 | Рудольф Рамек (1881—1941)         |                   | 20 листопада 1924 | 20 жовтня 1926    | CS                   | I    | CS — GDVP                                                                     | CS — GDVP | Фелікс Франк (GDVP) |
| 8 | Ігнац Зайпель (1876—1932)         |                   | 20 жовтня 1926    | 4 травня 1929     | CS                   | II   | CS — GDVP — Landbund                                                          | CS — GDVP — Landbund | Франц Дінгхофер (GDVP) (до 19 травня 1927) Карл Хартлеб(L) (з 19 травня 1927)                                                               |
| 9 | Ернст Штреєрувіц (1874—1952)      |                   | 4 травня 1929     | 26 вересня 1929   | CS                   | I    | CS — Landbund                                                                 | CS — Landbund | Вінценс Шумі (L) |
| 10 | Йоганн Шобер (1874—1932)          |                   | 26 вересня 1929   | 30 вересня 1930   | державний службовець | III  | CS                                                                            | CS | Карл Вагуїн (CS) |
| 11 | Карл Вагуїн (1873—1949)           |                   | 30 вересня 1930   | 4 грудня 1930     | CS                   | I    | CS                                                                            | CS | Ріхард Шмітц (CS) |
| 12 | Отто Ендер (1875—1960)            |                   | 4 грудня 1930     | 20 червня 1931    | CS                   | I    | CS                                                                            | CS | Йоганн Шобер |
| 13 | Карл Буреш (1878—1936)            |                   | 20 червня 1931    | 20 травня 1932    | CS                   | I    | CS — Landbund                                                                 | CS — Landbund | Йоганн Шобер (до 29 січня 1932) Франц Вінклер (L) (з 29 січня 1932)                                                                         |
| 14 | Енгельберт Дольфус (1892—1934)    |                   | 20 травня 1932    | 25 липня 1934     | CS VF                | I    | CS — Landbund — Heimatblock Австрійський фашистський режим (з 4 березня 1933) | CS — Landbund — Heimatblock Австрійський фашистський режим (з 4 березня 1933)                                                   | Франц Вінклер(L) (до 21 вересня 1933) Еміль Фей (H) (21 вересня 1933 — 1 травня 1934) Ернст Штемберг (H) (з 1 травня 1934)                  |
| 15 | Курт Шушніг (1897—1977)           |                   | 29 липня 1934     | 11 березня 1938   | VF                   | I    | Австрійський фашистський режим                                                | Австрійський фашистський режим                                                                                                  | Ернст Штемберг (H) (до 14 травня 1936) Едуард Баар-Бааренфельс (H) (14 травня — 3 листопада 1936) Людвіг Хальгерт (VF) (з 3 листопада 1936) |
| 16 | Артур Зейсс-Інкварт (1892—1946)   |                   | 11 березня 1938   | 13 березня 1938   | NSDAP                | I    | Австрійський фашистський режим                                                | Австрійський фашистський режим                                                                                                  | Едмунд Глас фон Хорстенау (NSDAP) |
| Австрія анексована Німеччиною в 1938. Незалежність відновлена в 1945 році. |                                   |                   |                   |                   |                      |      |                                                                               | | |
| |                                   |                   |                   |                   |                      |      |                                                                               | | |
| 1) У 1933 році демократичні інститути Австрії були повалені та замінені недемократичними методами правління, так званим австрійсько-фашистським режимом, провідними діячами якого були Енгельберт Дольфус (Engelbert Dollfuß) та Курт Шушніг (Kurt Schuschnigg). 2) Під тиском націонал-соціалістичної Німеччини останній австрійський президент Вільгельм Міклас (Wilhelm Miklas) був змушений призначити канцлером Зейсс-Інкварта, єдиним завданням якого було підготувати аншлюс. |                                   |                   |                   |                   |                      |      |                                                                               | | |
| Федеральні канцлери Другої Республіки (з 1945) |                                   |                   |                   |                   |                      |      |                                                                               | | |
| # | Канцлер (Дати життя)              | Портрет           | Обіймав посаду    | Обіймав посаду    | Партія               | Уряд | Уряд                                                                          | Уряд | Віцеканцлер (Партія) |
| # | Канцлер (Дати життя)              | Портрет           | Обіймав посаду    | Обіймав посаду    | Партія               | #    | Вибори                                                                        | Коаліція | Віцеканцлер (Партія) |
| 17 | Карл Реннер (1870—1950)           |                   | 27 квітня 1945    | 20 грудня 1945    | SPÖ                  | II   | —                                                                             | SPÖ — ÖVP — KPÖ | Леопольд Фіґль (ÖVP) |
| 18 | ÖVP (1902—1965)                   |                   | 20 грудня 1945    | 11 жовтня 1949    | ÖVP                  | I    | 1945                                                                          | ÖVP — SPÖ | Адольф Шерф (SPÖ) |
| 18 | ÖVP (1902—1965)                   | 8 листопада 1949  | 28 жовтня 1952    | II                | ÖVP                  | 1949 |                                                                               | ÖVP — SPÖ | Адольф Шерф (SPÖ) |
| 18 | ÖVP (1902—1965)                   | 28 жовтня 1952    | 25 лютого 1953    | III               | ÖVP                  | —    |                                                                               | ÖVP — SPÖ | Адольф Шерф (SPÖ) |
| 19 | Юліус Рааб (1891—1964)            |                   | 2 квітня 1953     | 14 травня 1956    | ÖVP                  | I    | 1953                                                                          | ÖVP — SPÖ | Адольф Шерф (SPÖ) (до 22 травня 1957) Бруно Піттерман(SPÖ) (з 22 травня 1957)                                                               |
| 19 | Юліус Рааб (1891—1964)            | 29 червня 1956    | 12 травня 1959    | II                | ÖVP                  | 1956 |                                                                               | ÖVP — SPÖ | Адольф Шерф (SPÖ) (до 22 травня 1957) Бруно Піттерман(SPÖ) (з 22 травня 1957)                                                               |
| 19 | Юліус Рааб (1891—1964)            | 16 липня 1959     | 3 листопада 1960  | III               | ÖVP                  | 1959 |                                                                               | ÖVP — SPÖ | Адольф Шерф (SPÖ) (до 22 травня 1957) Бруно Піттерман(SPÖ) (з 22 травня 1957)                                                               |
| 19 | Юліус Рааб (1891—1964)            | 3 листопада 1960  | 11 квітня 1961    | IV                | ÖVP                  | —    |                                                                               | ÖVP — SPÖ | Адольф Шерф (SPÖ) (до 22 травня 1957) Бруно Піттерман(SPÖ) (з 22 травня 1957)                                                               |
| 20 | Альфонс Горбах (1898—1972)        |                   | 11 квітня 1961    | 20 листопада 1962 | ÖVP                  | I    | —                                                                             | ÖVP — SPÖ | Бруно Піттерман(SPÖ) |
| 20 | Альфонс Горбах (1898—1972)        | 27 березня 1963   | 25 лютого 1964    | II                | ÖVP                  | 1962 |                                                                               | ÖVP — SPÖ | Бруно Піттерман(SPÖ) |
| 21 | Йозеф Клаус (1910—2001)           |                   | 2 квітня 1964     | 25 жовтня 1965    | ÖVP                  | I    | —                                                                             | ÖVP — SPÖ | Бруно Піттерман (SPÖ) |
| 21 | Йозеф Клаус (1910—2001)           | 19 квітня 1966    | 3 березня 1970    | II                | ÖVP                  | 1966 | ÖVP                                                                           | Фріц Бок (ÖVP) (до 19 січня 1968) Герман Вітхальм(ÖVP) (з 19 січня 1968)                                                        | |
| 22 | Бруно Крайський (1911—1990)       |                   | 21 квітня 1970    | 19 жовтня 1971    | SPÖ                  | I    | 1970                                                                          | SPÖ | Рудольф Хаузер (SPÖ) (до 30 вересня 1976) Ханнес Андрош (SPÖ) (30 вересня 1976 — 20 січня 1981) Фред Зіновац (SPÖ) (з 20 січня 1981)        |
| 22 | Бруно Крайський (1911—1990)       | 4 листопада 1971  | 8 жовтня 1975     | II                | SPÖ                  | 1971 |                                                                               | SPÖ | Рудольф Хаузер (SPÖ) (до 30 вересня 1976) Ханнес Андрош (SPÖ) (30 вересня 1976 — 20 січня 1981) Фред Зіновац (SPÖ) (з 20 січня 1981)        |
| 22 | Бруно Крайський (1911—1990)       | 28 жовтня 1975    | 9 травня 1979     | III               | SPÖ                  | 1975 |                                                                               | SPÖ | Рудольф Хаузер (SPÖ) (до 30 вересня 1976) Ханнес Андрош (SPÖ) (30 вересня 1976 — 20 січня 1981) Фред Зіновац (SPÖ) (з 20 січня 1981)        |
| 22 | Бруно Крайський (1911—1990)       | 5 червня 1979     | 24 квітня 1983    | IV                | SPÖ                  | 1979 |                                                                               | SPÖ | Рудольф Хаузер (SPÖ) (до 30 вересня 1976) Ханнес Андрош (SPÖ) (30 вересня 1976 — 20 січня 1981) Фред Зіновац (SPÖ) (з 20 січня 1981)        |
| 23 | Фред Зіновац (1929—2008)          |                   | 24 травня 1983    | 16 червня 1986    | SPÖ                  | I    | 1983                                                                          | SPÖ — FPÖ | Норберт Штегер (FPÖ) |
| 24 | Франц Враніцкі (нар. 1937)        |                   | 16 червня 1986    | 25 листопада 1986 | SPÖ                  | I    | —                                                                             | SPÖ — FPÖ | Норберт Штегер (FPÖ) |
| 24 | Франц Враніцкі (нар. 1937)        | 21 січня 1987     | 9 жовтня 1990     | II                | SPÖ                  | 1986 | SPÖ — ÖVP                                                                     | Алоїс Мок (ÖVP) | |
| 24 | Франц Враніцкі (нар. 1937)        | 17 грудня 1990    | 11 жовтня 1994    | III               | SPÖ                  | 1990 | SPÖ — ÖVP                                                                     | Йозеф Реглер (ÖVP) (до 2 липня 1991) Ерхард Бузек(ÖVP) (2 липня 1991 — 4 травня 1995) Вольфганг Шюссель (ÖVP) (з 4 травня 1995) | |
| 24 | Франц Враніцкі (нар. 1937)        | 29 листопада 1994 | 12 березня 1996   | IV                | SPÖ                  | 1994 | SPÖ — ÖVP                                                                     | Йозеф Реглер (ÖVP) (до 2 липня 1991) Ерхард Бузек(ÖVP) (2 липня 1991 — 4 травня 1995) Вольфганг Шюссель (ÖVP) (з 4 травня 1995) | |
| 24 | Франц Враніцкі (нар. 1937)        | 12 березня 1996   | 20 січня 1997     | V                 | SPÖ                  | 1995 | SPÖ — ÖVP                                                                     | Йозеф Реглер (ÖVP) (до 2 липня 1991) Ерхард Бузек(ÖVP) (2 липня 1991 — 4 травня 1995) Вольфганг Шюссель (ÖVP) (з 4 травня 1995) | |
| 25 | Віктор Кліма (нар. 1947)          |                   | 28 січня 1997     | 4 лютого 2000     | SPÖ                  | I    | —                                                                             | SPÖ — ÖVP | Вольфганг Шюссель (ÖVP) |
| 26 | Вольфганг Шюссель (нар. 1945)     |                   | 4 лютого 2000     | 28 лютого 2003    | ÖVP                  | I    | 1999                                                                          | ÖVP — FPÖ | Сюзан Райсс-Пасер (FPÖ) |
| 26 | Вольфганг Шюссель (нар. 1945)     | 28 лютого 2003    | 11 січня 2007     | II                | ÖVP                  | 2002 | ÖVP — FPÖ (до 17 квітня 2005) ÖVP — BZÖ (з 17 квітня 2005)                    | Губерт Горбах (FPÖ/BZÖ) | |
| 27 | Альфред Гузенбауер (нар. 1960)    |                   | 11 січня 2007     | 2 грудня 2008     | SPÖ                  | I    | 2006                                                                          | SPÖ — ÖVP | Вільгельм Мольтерер (ÖVP) |
| 28 | Вернер Файманн (нар. 1960)        |                   | 2 грудня 2008     | 16 грудня 2013    | SPÖ                  | I    | 2008                                                                          | SPÖ — ÖVP | Йозеф Прелль (ÖVP) (до 21 квітня 2011) Міхаель Шпінделеггер (ÖVP) (21 квітня 2011 — 1 вересня 2014)                                         |
| 28 | Вернер Файманн (нар. 1960)        | 16 грудня 2013    | 9 травня 2016     | II                | SPÖ                  | 2013 | SPÖ — ÖVP                                                                     | Міхаель Шпінделеггер (ÖVP) (21 квітня 2011 — 1 вересня 2014) Райнгольд Міттерленер (ÖVP) (з 1 вересня 2014)                     | |
| в. о. | Райнгольд Міттерленер (нар. 1955) |                   | 9 травня 2016     | 17 травня 2016    | ÖVP                  |      | —                                                                             | SPÖ — ÖVP | — |
| 29 | Крістіан Керн (нар. 1966)         |                   | 17 травня 2016    | 18 грудня 2017    | SPÖ                  |      | —                                                                             | SPÖ — ÖVP | Райнгольд Міттерленер (ÖVP) |
| 30 | Себастьян Курц (нар. 1986)        |                   | 18 грудня 2017    | 28 травня 2019    | ÖVP                  | I    | 2017                                                                          | ÖVP — FPÖ | Гайнц-Крістіан Штрахе (FPÖ) |
| в. о. | Гартвіґ Лоґер (нар. 1965)         |                   | 28 травня 2019    | 3 червня 2019     | ÖVP                  |      | —                                                                             | ÖVP — FPÖ | — |
| 31 | Брігітте Бірляйн (нар. 1949)      |                   | 3 червня 2019     | 7 січня 2020      | державний службовець |      | —                                                                             | — | Клеменс Яблонер (державний службовець) (з 3 червня 2019 до 1 жовтня 2019)                                                                   |
| 32 | Себастьян Курц (нар. 1986)        |                   | 7 січня 2020      | 11 жовтня 2021    | ÖVP                  | II   | 2019                                                                          | ÖVP — Зелені | Вернер Коглер (Зелені) |
| 33 | Александер Шалленберг (нар. 1969) |                   | 11 жовтня 2021    | 6 грудня 2021     | ÖVP                  | I    | —                                                                             | ÖVP — Зелені | Вернер Коглер (Зелені) |
| 34 | Карл Негаммер (нар. 1972)         |                   | 6 грудня 2021     | 10 січня 2025     | ÖVP                  | I    | —                                                                             | ÖVP — Зелені | Вернер Коглер (Зелені) |
| 35 | Александер Шалленберг (нар. 1969) |                   | 10 січня 2025     | 3 березня 2025    | ÖVP                  | I    | —                                                                             | ÖVP — Зелені | Вернер Коглер (Зелені) |
| 36 | Крістіан Штокер (нар. 1960)       |                   | 3 березня 2025    |                   | ÖVP                  | I    | —                                                                             | ÖVP — SPÖ — NEOS | Андреас Баблер (SPÖ) |

- CS — Християнсько-соціальна партія Австрії (Christlichsoziale Partei)
- SDAPÖ — Соціал-демократична партія Австрії (Sozialdemokratische Arbeiterpartei Österreichs)
- VF — Вітчизняний фронт (Vaterländische Front)
- NSDAP — Націонал-соціалістична робітнича партія Німеччини (Nationalsozialistische Deutsche Arbeiterpartei)
- SPÖ — Соціал-демократична партія Австрії (Sozialdemokratische Partei Österreichs)
- ÖVP — Австрійська народна партія (Österreichische Volkspartei)
- BZÖ — Спілка за майбутнє Австрії (Bündnis Zukunft Österreich)
- FPÖ — Австрійська партія свободи (Freiheitliche Partei Österreichs)